# Gabriel Kristiernsson Oxenstierna

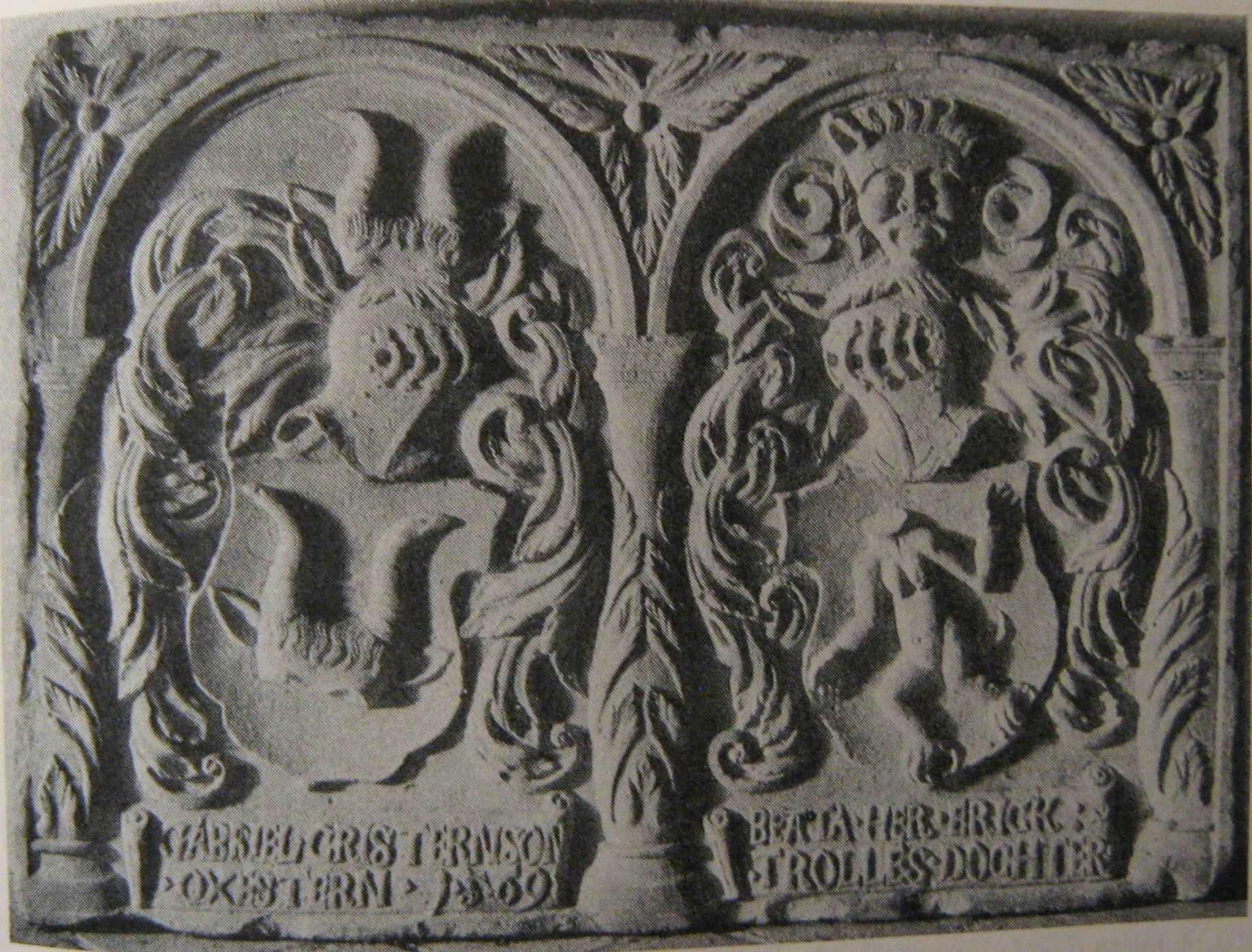
Wappentafel der Eheleute Gabriel Kristiernsson Oxenstierna und Beata Eriksdotter Trolle in der Fasterna-Kirche, Gemeinde Norrtälje, die ursprünglich über dem Tor zu Schloss Mörby (ebd.) hing.

Gabriel Kristiernsson Oxenstierna (* um 1500; † 3. April 1585 auf Schloss Steninge) war ein schwedischer Militär und Staatsmann.

## Leben

### Herkunft und Familie
Gabriel Kristiernsson war Angehöriger des mächtigen schwedischen Adelsgeschlechts Oxenstierna, das diesen Namen nach dem geführten Stammwappen jedoch erst nach 1500 annahm. Seine Eltern waren der Reichsrat Kristiern Bengtsson († 1520 als Opfer des Stockholmer Blutbads) und Anna Sested. Er vermählte sich 1538 mit Beata Eriksdotter Trolle († 1591) und hatte mit ihr 11 Kinder, darunter:
- Erik Gabrielsson Oxenstierna (1546–1594), schwedischer Staatsmann, 1590 Gouverneur in Estland
- Gustaf Gabrielsson Oxenstierna (1551–1597), schwedischer Staatsmann, 1585 Gouverneur in Estland

### Werdegang

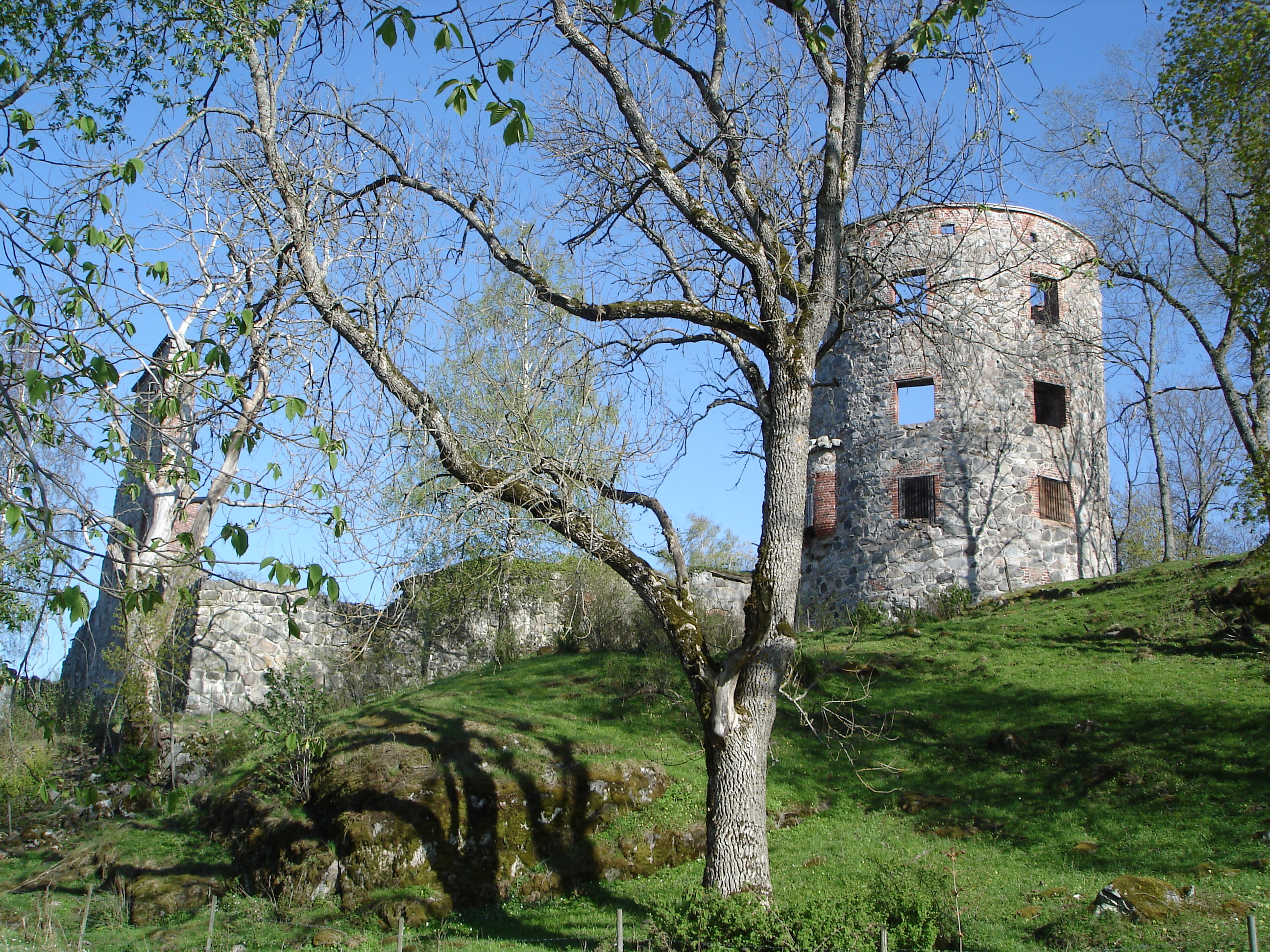
Ruine Schloss Mörby (2007)

In der ersten Hälfte der 1520er Jahre soll Gabriel Kristiernsson Mönch im Sigtuna-Kloster gewesen sein. 1525 war er Schildknappe und wurde 1530 von König Gustav I. Wasa mit Aufgaben in Finnland betraut. Bereits 1544 wurde er Reichrat. Anlässlich der Krönung von König Erik XIV. wurde er 1561 als friherre till Mörby och Steninge in den schwedischen Freiherrnstand erhoben. 1563 war er unter den nach Hessen entsandten Legaten, die erfolglos um Christine von Hessen (1543–1604) warben. Auf der Rückreise wurde er in Dänemark für einige Jahre festgehalten. Mit seiner Admiralstellung über die gesamte Flotte übernahm er 1568 auch für zwei Jahre die Gouverneurstellung in Estland. 1569 übernahm er noch zusätzlich die Stelle als Reichsmarschall und Lagman in Södermanland. Während der Meuterei unter Klaus Kursell wurde er 1569 kurzzeitig auf Schloss Reval gefangen gesetzt, was wohl der Auslöser für seine Abberufung 1570 gewesen sein kann. Dennoch erhielt er 1572 den Befehl zur Inhaftierung von König Erik XIV., als er diesen von Gripsholm nach Västerås begleitete. In Mörby, wo er seinen Hauptsitz nahm und nach dem er sich auch zeitweise nannte, hatte er 1570 ein Schloss errichten lassen.
Gabriel Kristiernsson verfügte über einen umfangreichen Landbesitz, zu dem neben seinen Herrschaften 560 landwirtschaftliche Höfe gehörten. Er wurde im Dom zu Uppsala begraben.